# Karl Heinrich Meyer (Slawist)
Karl Heinrich Meyer (* 15. Dezember 1890 in Petershagen; † 1945 in Königsberg (Preußen)) war ein deutscher Slawist an der Albertus-Universität.

## Leben
Meyer besuchte bis 1910 das Gymnasium Andreanum in Hildesheim. Nach dem Abitur studierte er an der Ruprecht-Karls-Universität Heidelberg, der Friedrich-Wilhelms-Universität zu Berlin und der Westfälischen Wilhelms-Universität Sprachwissenschaften. In Münster wurde er 1913 zum Dr. phil. promoviert. Es folgten Studien der Vergleichenden Sprachwissenschaft und der Klassischen Philologie an der Universität Leipzig. Nach dem Ersten Weltkrieg wandte Meyer sich der Slawistik zu. Im Januar 1920 habilitierte er sich in Leipzig mit einem Werk, dem seine viel diskutierte Abhandlung zum „Untergang“ der Deklination in der Bulgarischen Sprache zugrunde lag. Als Privatdozent für Slawische Philologie war er gleichzeitig Assistent am Indogermanischen Institut der Universität Leipzig.
1927 gelang die Umhabilitation nach Münster. Zunächst nahm er dort nur einen Lehrauftrag wahr. 1929 wurde er zum nichtbeamteten außerordentlichen a.o. Professor ernannt. 1930 erwirkte er dort die Gründung eines Slawischen Seminars, dessen erster Direktor er wurde. 1935 folgte er dem Ruf der Albertus-Universität Königsberg. Hier leitete er ab 1936 mit Georg Gerullis das neu zusammengefasste Baltisch-Slavische Seminar.
Schon während seiner Lehrtätigkeit in Münster, wie auch später in Königsberg, zeichnete sich seine Lehr- und Vortragstätigkeit durch eine besondere Bandbreite von Themen aus, die seinen vielfältigen Interessen entsprach. Er berücksichtigte neben den kleineren slawischen Sprachen zum Beispiel auch die Rumänische Sprache als Balkansprache. Das moderne Bulgarisch fand seine besondere Aufmerksamkeit. Besondere Verdienste erwarb Meyer sich um die Erforschung der Altkirchenslawischen Sprache. Ferner erstellte er ein Wörterbuch zum Codex Suprasliensis.
Als die Rote Armee die Schlacht um Königsberg gewann, hielt Meyer als letzter Professor eine Vorlesung über Fjodor Michailowitsch Dostojewski. Meyer war in Königsberg geblieben, weil er gehofft hatte, die Russen würden die Albertus-Universität bestehen lassen und ihn als Rektor einsetzen.
Meyer war verheiratet und hatte mit seiner Ehefrau zwei Töchter. Selbst gehbehindert, kam er mit seiner Frau und einer Tochter auf einem „Propagandamarsch“ ums Leben.